# Cam Ward
Cameron „Cam“ Ward (* 29. Februar 1984 in Sherwood Park, Alberta) ist ein ehemaliger kanadischer Eishockeytorwart. Er bestritt zwischen 2005 und 2019 über 700 Partien für die Carolina Hurricanes und die Chicago Blackhawks in der National Hockey League. Den Großteil davon verbrachte er bei den Hurricanes, mit denen er im Jahre 2006 den Stanley Cup gewann und dabei mit der Conn Smythe Trophy als wertvollster Spieler der Playoffs ausgezeichnet wurde. Zudem hält er in Carolina alle relevanten Franchise-Rekorde auf seiner Position. Auf internationaler Ebene gewann Ward mit der kanadischen Nationalmannschaft die Goldmedaille bei der Weltmeisterschaft 2007.

## Karriere

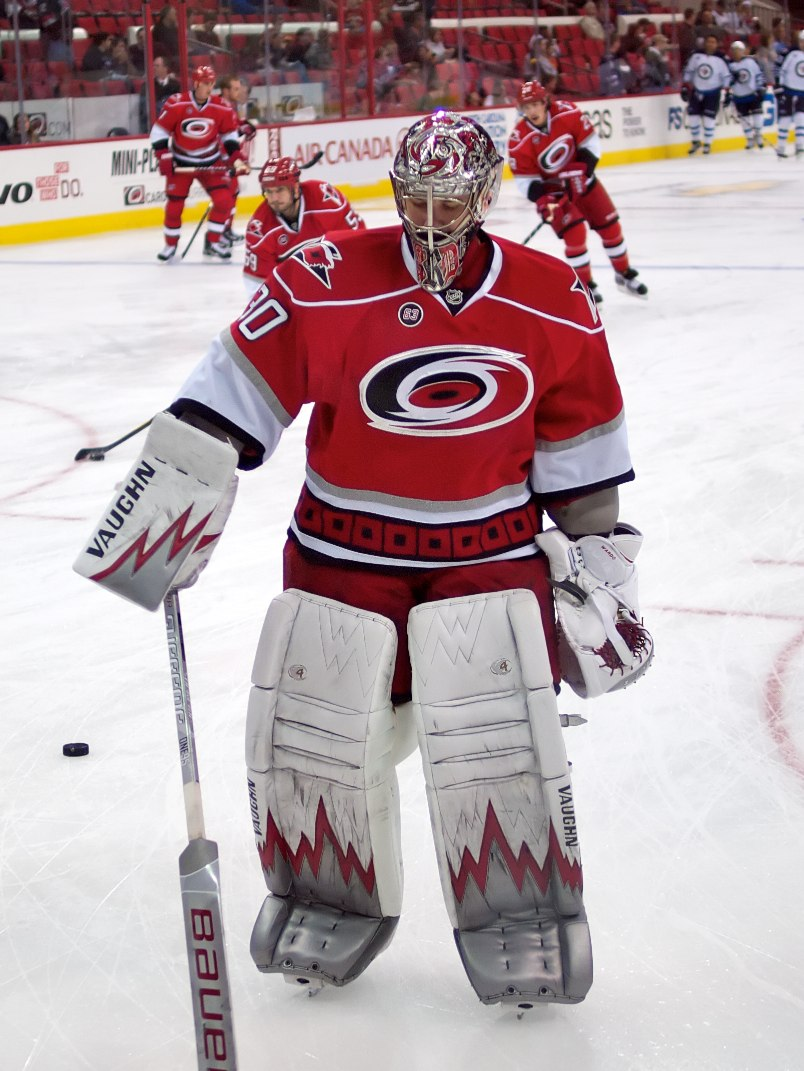
Ward im Trikot der Carolina Hurricanes

Cam Ward wurde im NHL Entry Draft 2002 in der ersten Runde an Position 25 von den Carolina Hurricanes ausgewählt. Er spielte aber vorerst weiter in der Juniorenliga Western Hockey League für die Red Deer Rebels. Dass er sehr viel Talent hat, konnte er bereits in seinem ersten Spiel, das er 2001 in der WHL absolvierte, beweisen, als er gleich einen Shutout schaffte.
Im Sommer 2004 wechselte Cam Ward in die Profiliga American Hockey League und spielte dort für die Lowell Lock Monsters, das Farmteam der Carolina Hurricanes. Er spielte eine herausragende Saison, sodass er zu Beginn der Saison 2005/06 in den NHL-Kader von Carolina aufgenommen wurde.
In der regulären Saison war er der Ersatzmann hinter der Schweizer Nummer 1 Martin Gerber und konnte insgesamt 28 Spiele absolvieren. In den Playoffs schlug dann aber seine große Stunde. Er konnte Martin Gerber verdrängen und war durch seine hervorragenden Leistungen eine der ganz wichtigen Stützen, als seine Carolina Hurricanes bis ins Stanley-Cup-Finale vordrangen. In der Finalserie gegen die Edmonton Oilers ging er mit seinem Team mit 3-1 in Führung und glaubte die Meisterschaft schon sicher, doch die Oilers glichen zum 3-3 aus und so kam es zum Entscheidungsspiel, das dann die Hurricanes auch dank einer hervorragenden Leistung von Cam Ward mit 3-1 gewannen. Damit sicherten sich die Carolina Hurricanes zum ersten Mal den Stanley Cup. Außerdem wurde Cam Ward als bester Spieler der Playoffs mit der Conn Smythe Trophy geehrt.
In der Saison 2006/07 übernahm Ward den Posten als Stammtorhüter und der von den Tampa Bay Lightning verpflichtete John Grahame fungierte als Back-up-Goalie. Wards bisheriger Partner Martin Gerber wechselte von Carolina zu den Ottawa Senators. Ward präsentierte sich in seiner ersten Saison als der Stammtorhüter der Hurricanes in guter Form und zeigte solide Leistungen, allerdings konnte der Großteil der Mannschaft nicht mehr an die vorherige Saison anknüpfen und die Hurricanes verpassten die Qualifikation für die Playoffs.
Nach dem Saisonende trat Ward mit der kanadischen Nationalmannschaft bei der Weltmeisterschaft an und gewann die Goldmedaille.
Im Dezember 2017 erreichte Ward den Meilenstein von 300 Siegen in der NHL. Nach der Saison 2017/18 wurde sein auslaufender Vertrag bei den Hurricanes nicht verlängert, sodass er Carolina nach 13 Jahren verließ und sich im Juli 2018 als Free Agent den Chicago Blackhawks anschloss. Dort bestritt er im Saisonverlauf weitere 33 Partien und erreichte somit die Marke von 700 absolvierten Spielen in der regulären NHL-Saison. Diesen Meilenstein hatten in der NHL-Geschichte zu diesem Zeitpunkt weniger als 30 Torhüter erreicht. Im August 2019 gab Ward schließlich das Ende seiner aktiven Karriere bekannt.

## Erfolge und Auszeichnungen
| - 2001 Bill Ranford Trophy - 2002 WHL East First All-Star Team - 2002 CHL Second All-Star Team - 2002 Del Wilson Trophy - 2003 WHL East Second All-Star Team - 2004 WHL East First All-Star Team - 2004 Del Wilson Trophy - 2004 CHL Goaltender of the Year | - 2004 Four Broncos Memorial Trophy - 2004 CHL First All-Star Team - 2005 AHL All-Rookie Team - 2006 Stanley-Cup-Gewinn mit den Carolina Hurricanes - 2006 Conn Smythe Trophy - 2009 NHL-Spieler des Monats März - 2011 Teilnahme am NHL All-Star Game |

### International
- 2007 Goldmedaille bei der Weltmeisterschaft
- 2008 Silbermedaille bei der Weltmeisterschaft

## Karrierestatistik

### International
Vertrat Kanada bei:
- Weltmeisterschaft 2007
- Weltmeisterschaft 2008
- Weltmeisterschaft 2012

(Legende zur Torhüterstatistik: GP oder Sp = Spiele insgesamt; W oder S = Siege; L oder N = Niederlagen; T oder U oder OT = Unentschieden oder Overtime- bzw. Shootout-Niederlage; Min. = Minuten; SOG oder SaT = Schüsse aufs Tor; GA oder GT = Gegentore; SO = Shutouts; GAA oder GTS = Gegentorschnitt; Sv% oder SVS% = Fangquote; EN = Empty Net Goal; 1 Play-downs/Relegation; Kursiv: Statistik nicht vollständig)

## Sonstiges
- Cam Ward wird auf Grund seines Stils und seines großen Talents oft mit Martin Brodeur verglichen, der gleichzeitig auch Cam Wards Vorbild ist. Zum ersten Mal traf er auf sein Idol in den Playoffs 2006, als er gegen Martin Brodeurs New Jersey Devils in der Serie mit 4:1 gewann und einer der besten Spieler war.
- Er stammt aus der kanadischen Provinz Alberta, spielte dort in Junioren-Teams und war in seiner Jugend ein Fan der aus Alberta stammenden Edmonton Oilers. Selbst spielte er zum ersten Mal auf dem Eis in Edmonton am 10. Juni 2006. Ausgerechnet im Stanley-Cup-Finale gegen sein ehemaliges Lieblingsteam.
- Cam Ward ist der jüngste Stammtorhüter, der den Stanley Cup gewann seit Torhüter-Legende Patrick Roy 1986 (19. Juni 2006).
- Cam Ward ist der erste Goalie in der Geschichte der NHL, der in einem Stanley-Cup-Finale ein Gegentor per Penalty kassierte (5. Juni 2006).
- Cam Ward schaffte am 7. Juni 2006 als jüngster Torhüter seit 1986 einen Shutout in einem Stanley-Cup-Finale.
- Nur drei Tage nach dem Stanley Cup Finale 2006 heiratete Cam Ward seine Verlobte Cody Cambell in seiner Heimat in Sherwood Park, Alberta.